# Endurance Reef
Das Endurance Reef ist ein Felsenriff in der Marguerite Bay vor der Fallières-Küste des Grahamlands auf der Antarktischen Halbinsel. Es liegt 13 km westlich des Red Rock Ridge.
Die Endurance, Namensgeberin des Riffs, lief im Februar 1972 auf einen in 2 m Tiefe liegenden Felsen dieses Riffs auf. Bei Vermessungen mittels Beibooten der Endurance im Februar 1973 stellte sich heraus, dass sich in diesem Gebiet weitere Rifffelsen bis in einer Entfernung von 1,5 km südsüdwestlich jenes Felsens befinden.